# Lloyd Bentsen
Lloyd Millard Bentsen Jr. (11. února 1921 Mission, Texas – 23. května 2006 Houston) byl americký politik, čtyřnásobný senátor Spojených států (1971–1993) za Texas a kandidát Demokratické strany na viceprezidenta v roce 1988 na kandidátce Michaela Dukakise. Působil také jako 69. ministr financí Spojených států amerických za prezidenta Billa Clintona.
Bentsen se narodil v texaském městě Mission, vystudoval právnickou fakultu Texaské univerzity a během druhé světové války sloužil u letectva. Za svou službu v Evropě byl vyznamenán Záslužným leteckým křížem. Po válce byl zvolen do Sněmovny reprezentantů Spojených států amerických, kde působil v letech 1948 až 1955. V roce 1970 porazil v demokratických primárkách do Senátu dosavadního senátora Ralpha Yarborougha a ve všeobecných volbách zvítězil nad Georgem H. W. Bushem. Znovu byl zvolen v letech 1976, 1982 a 1988 a v letech 1987 až 1993 působil jako předseda senátního finančního výboru. V Senátu pomohl prosadit zákon o zabezpečení zaměstnanců při odchodu do důchodu a podílel se na vytvoření individuálního důchodového účtu. V roce 1976 se Bentsen ucházel o demokratickou prezidentskou nominaci, ale nepodařilo se mu zorganizovat účinnou celostátní kampaň.
Demokratický kandidát na prezidenta Michael Dukakis si Bentsena vybral jako svého spolukandidáta v prezidentských volbách v roce 1988, zatímco republikáni nominovali viceprezidenta George H. W. Bushe a senátora Dana Quaylea. Během viceprezidentské debaty v roce 1988 Quayle na otázku o své údajné nezkušenosti odpověděl přirovnáním svého dosavadního působení ve funkci k působení Johna F. Kennedyho, což vedlo Bentsena k památnému výroku: „Senátore, vy nejste žádný Jack Kennedy“. Ačkoli Dukakis doufal, že výběr Bentsena pomůže demokratům vyhrát v Texasu, republikáni v tomto státě zvítězili a s velkým náskokem zvítězili i v celostátním hlasování voličů a lidu. Bentsen zvažoval kandidaturu na prezidenta v roce 1992, ale rozhodl se nevyzvat Bushe, který byl po válce v Zálivu populární.
Poté, co Bill Clinton porazil Bushe ve všeobecných volbách v roce 1992, nabídl Clinton Bentsenovi místo ministra financí. Bentsen nabídku přijal a jako ministr financí pomohl prosadit ratifikaci Severoamerické dohody o volném obchodu a přijetí zákona o souhrnném rozpočtovém vyrovnání z roku 1993. Bentsen odešel z Clintonova kabinetu v prosinci 1994 a jeho nástupcem se stal Robert Rubin. V roce 1999 mu byla udělena Prezidentská medaile svobody. Zemřel ve svém domě v Houstonu v roce 2006.